# Cylicasta coarctata
Cylicasta coarctata är en skalbaggsart som först beskrevs av Bates 1865.  Cylicasta coarctata ingår i släktet Cylicasta och familjen långhorningar. Inga underarter finns listade i Catalogue of Life.